# Tulare (Dakota del Sur)
Tulare es un pueblo ubicado en el condado de Spink en el estado estadounidense de Dakota del Sur. En el Censo de 2010 tenía una población de 207 habitantes y una densidad poblacional de 312,2 personas por km².

## Geografía
Tulare se encuentra ubicado en las coordenadas 44°44′18″N 98°30′32″O / 44.73833, -98.50889. Según la Oficina del Censo de los Estados Unidos, Tulare tiene una superficie total de 0.66 km², de la cual 0.66 km² corresponden a tierra firme y (0%) 0 km² es agua.

## Demografía
Según el censo de 2010, había 207 personas residiendo en Tulare. La densidad de población era de 312,2 hab./km². De los 207 habitantes, Tulare estaba compuesto por el 98.07% blancos, el 0% eran afroamericanos, el 0.48% eran amerindios, el 0.48% eran asiáticos, el 0% eran isleños del Pacífico, el 0% eran de otras razas y el 0.97% pertenecían a dos o más razas. Del total de la población el 0.48% eran hispanos o latinos de cualquier raza.